# 2008年臺北國際聽障運動邀請賽
2008年臺北國際聽障運動邀請賽（Invitational Games for the Deaf, Taipei, 2008）是一項在台北市舉辦的國際級聽障運動競賽，主要配合2009年夏季聽障奧林匹克運動會正式倒數一年（365天）而進行，預計於9月5日─9月10日，分五個項目，在不同的場館進行。